# Pseudochilus versicolor
Pseudochilus versicolor är en stekelart som först beskrevs av Schulthess 1914.  Pseudochilus versicolor ingår i släktet Pseudochilus och familjen Eumenidae. Inga underarter finns listade i Catalogue of Life.